# Running to the Edge of the World
Running to the Edge of the World è un brano musicale dei Marilyn Manson contenuto nell'album The High End of Low del 2009.
Il titolo della canzone è stato rivelato il 7 aprile 2009 da un blog che ha parlato, oltre che di questa, anche di altre otto canzoni del disco.

## Il brano
Metal Hammer ha recensito Running to the Edge of the World sul suo blog ufficiale.
(Metal Hammer)
In una recensione del brano per Thrash Hits, Hugh Platt criticò Running to the Edge of the World per essere "più che un semplice cugino spirituale di The Speed of Pain", brano contenuto nel disco Mechanical Animals.
John Robb per The Quietus descrisse Running to the Edge of the World come "una grande ballata rock, ma ovviamente ha un cuore annerito e bruciacchiato", paragonandola al materiale del primo David Bowie e dicendo che sarebbe stata il secondo singolo tratto da The High End of Low, anche se non è poi stato così. Robb non si soffermò su altro nella propria recensione, se non sul fatto che "il bizzarro cambiamento nello stile rende questo brano uno dei momenti meno credibili dell'album".
Nella sua recensione per AllMusic, anche Phil Freeman, che si dichiarò non soddisfatto dell'album, paragonò la canzone ai lavori di Bowie, descrivendola come "Un'epica ballata bowieniana (chitarra acustica, archi) che avrebbe potuto essere grandiosa se solo fosse stata due minuti più corta".
La frase "Together as one, against all others" è probabilmente un riferimento al videoclip di Heart-Shaped Glasses (When the Heart Guides the Hand), nel cui finale Manson dice "together as one" ed Evan Rachel Wood risponde "against all others". Il brano è autobiografico, in quanto il cantante descrive la recente rottura con la compagna Evan Rachel Wood, attrice statunitense, nonché "musa" del precedente album del rocker Eat Me, Drink Me.

## Il video

Screenshot dal videoclip del brano.

Il 10 e 11 settembre 2009 Manson pubblicò sul suo profilo MySpace tre screenshot tratti dal videoclip. Le prime due foto furono incluse nell'album fotografico "video stills from the future", mentre la terza fu aggiunta il giorno dopo nell'album "My Mobile Photos". Il 4 novembre il video fu pubblicato ufficialmente sul sito della band. Era apparso sul sito già due giorni prima con il titolo "test1", ma fu rimosso dopo poche ore.
Il video è stato diretto dallo stesso Manson e da Nathan "Karma" Cox, che già aveva diretto il videoclip di Personal Jesus. Mostra Manson vestito con una camicia bianca mentre canta la canzone davanti alla telecamera, nascondendosi parzialmente con una tenda. Sul finale del video, Manson picchia a morte una ragazza interpretata da Kelly Polk,.
Il videoclip presenta anche alcune similitudini con il film American Psycho, particolarmente la scena in cui Marilyn Manson firma il libro degli ospiti con un solo guanto indossato, nello stesso modo in cui lo fa il personaggio di Christian Bale, Patrick Bateman, nel film in questione.